# Weinberg (Flensburg)

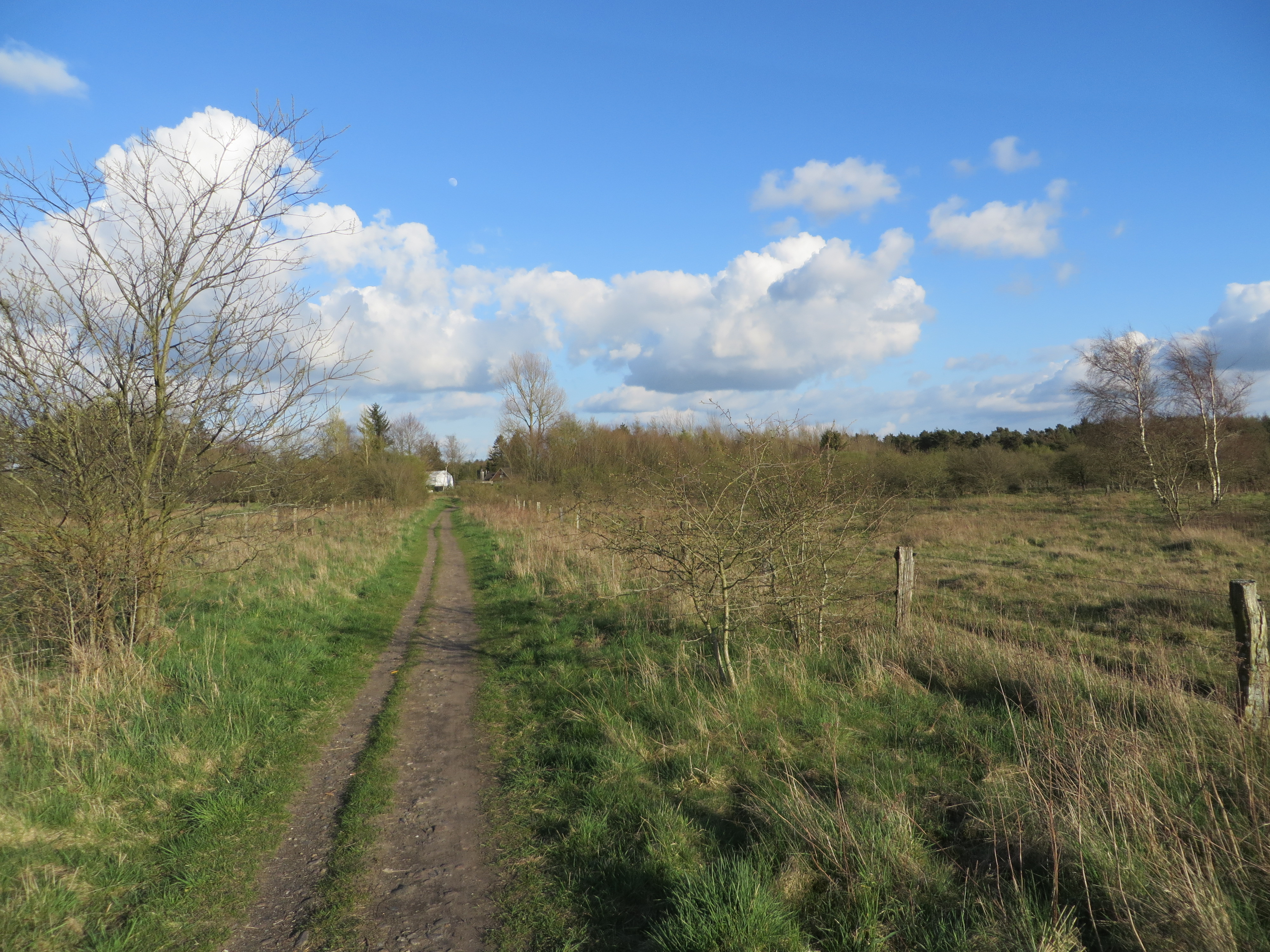
Die ungefähre Position des Weinbergs, wo sich auch die Hoenborg befunden haben soll.

Weinberg ist der Name eines ehemaligen Grabhügels in Flensburg-Weiche, von dem nur der gleichnamige Flurname zurückblieb. Einer Sage nach soll sich im dortigen Gebiet die Burg Hoenborg befunden haben.

## Hintergrund

### Lage und Umgebung des Weinberges
Das besagte Gebiet des Weinberges befindet sich zwischen dem Flugplatz Flensburg-Schäferhaus und dem Mückenwald. Das Gebiet gehörte ursprünglich zur Wiesharde, gehört aber nun schon seit Jahrhunderten zum Stadtgebiet. Es lag früher im Nikolaifeld. Heute liegt es innerhalb des Stiftungslandes Schäferhaus.
Über Weinanbau ist in diesem Gebiet nichts bekannt. In der Karte der königlich preußischen Landesaufnahme von 1878/1880 wird der Name Weinberg offenbar erstmals nachweislich als Flurname verwendet. In der Umgebung sind verschiedene Stellen bekannt, an denen sich Grabhügel befanden und noch heute befinden, beispielsweise der Friedenshügel oder der Nonnenberg.

### Die Hoenborg beim Weinberg

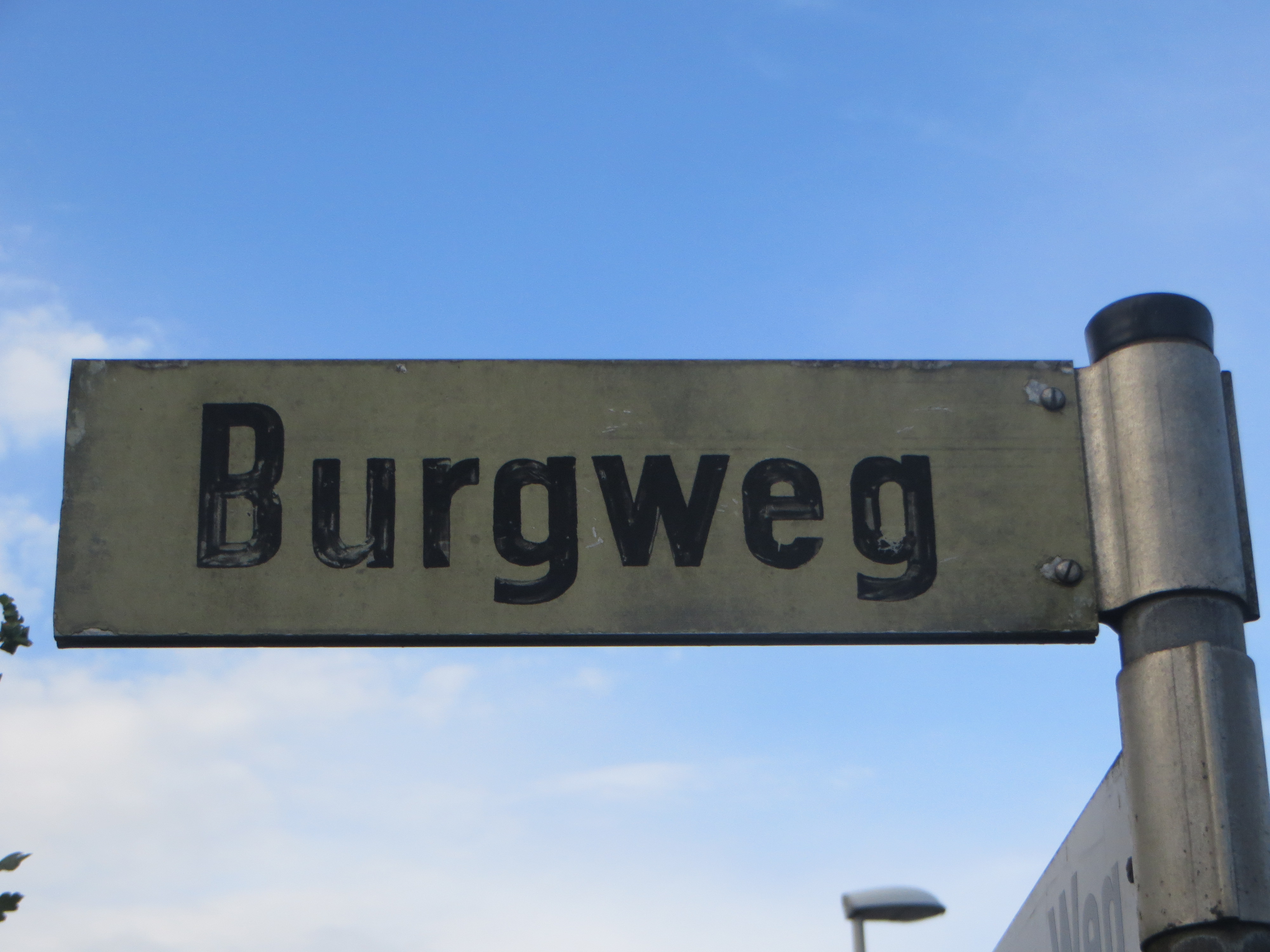
Der „alte“ Burgweg führte ursprünglich am Weinberg vorbei.

Dem Sagenstoff um die fünf bösen Burgherren nach soll in dem Gebiet beim Weinberg in der Burg Hoenborg ein Raubritter gelebt haben, wie vermutet wird vor dem Jahr 1200. Dem Ritter sollen dem Sagenstoff nach zudem Tießlund und der Teich Strucksdamm gehört haben. Nach den Ländereien Tießlund und dem Strucksdamm wurde jeweils eine Straße benannt. Der Name Tießlund deutet auf einen Wald hin. Dieser soll in der Nähe des Friedenshügels gelegen haben. Im Stadtteil Südstadt (Rude) wurde eine Straße Tiesholz genannt.  Der Name Tieslund, genauso wie Tießholz, bedeutet Wald des Ties. Der Name Ties könnte auf einen Ritter mit diesem Namen oder auf die germanische Gottheit Tyr hindeuten. Die Straße Strucksdamm liegt im Stadtteil Westliche Höhe. Beim Strucksdamm handelte es sich um einen Fischteich. „Damm“ bedeutet so auch „aufgestauter Teich“. Bei der Straße Strucksdamm befindet sich heute ein Teich, vermutlich der besagte Strucksdamm. Der Burgweg, heute am Rande von Weiche, führte ursprünglich durch das Gebiet des Weinberges. Der Ritter der Hoenborg soll der Sage nach zeitgleich mit dem bekannten Raubritter der nachweislich existierenden Eddeboe von den Flensburgern überfallen und getötet worden sein.

### Ausgrabung und Planierung 1939/1940
1939/1940 wurde der Grabhügel, also der eigentliche Weinberg, näher untersucht. Der Weinberg war zuvor offenbar schon stark durchwühlt worden. Der Hügel hatte einen Durchmesser von 18 Metern und eine Höhe von 1,40 Metern. Seine Ränder zeigten sich unregelmäßig abgesetzt. Er war mit Heidekraut und Gestrüpp bewachsen. Der Grabhügel lag auf einer langen natürlichen Geländekuppe. Am Nordrand des Grabhügels befand sich der Rest eines ein Meter breiten Steinkranzes, dessen kopfgroße Steine auf dem Hügelrand ruhend lagen. In der Mitte des Grabhügels wurde eine rundliche Steinpackung, die aus faust- bis kopfgroßen Steinen bestand, entdeckt. Zwischen den Steinen waren einige Tongefäßscherben mit etwas Leichenbrand beobachtet worden. Der Grabhügel wurde gleichzeitig mit der Ausgrabung für die Erweiterung des benachbarten Flugplatzes eingeebnet. Auch die natürliche Geländekuppe wurde im Anschluss planiert.
Gleichzeitig mit dem Weinberg wurde ein zweiter Grabhügel, der weiter westlich zwischen dem Hof Jägerslust und dem Weinberg lag, ebenfalls untersucht und anschließend eingeebnet. Im besagten Grabhügel befanden sich zwei Urnengräber der älteren Eisenzeit. Von den Urnen wurden Scherben und Leichenbrand entdeckt sowie zwei eiserne Nadeln. Besagte Scherben und Beigaben wurden beim Brand des Museums, in dem sich die Funde befanden, vernichtet. Abbildungen sind jedoch überliefert. Einige weitere Grabhügel, die sich damals noch auf dem heutigen Gelände des Flugplatzes befanden, wurden in derselben Zeit ebenfalls planiert.

### Das Gebiet des Weinberges heute
Während des Kalten Krieges gehörte das Gelände des Weinberges zum Truppenübungsplatz der Briesen-Kaserne. Das Gelände wurde nach dem Ende des Kalten Krieges von der Bundeswehr aufgegeben. Es gehört heute zum sogenannten Stiftungsland Schäferhaus. Das Gelände ist heute relativ eben und naturbelassen.